# El mecànic (pel·lícula de 2011)
El mecànic (títol original en anglès, The Mechanic) és una pel·lícula dirigida per Simon West i protagonitzada per Jason Statham, prevista per estrenar-se el 2011. És un remake de la pel·lícula del mateix nom de 1972, de Charles Bronson.

## Argument
Quan una agència del Govern dels Estats Units contracta al «mecànic» Arthur Bishop (Jason Statham), perquè elimini a algun narcotraficant, espia o a un empresari corrupte, poden dormir tranquils perquè la mort semblarà un tràgic accident o per causes naturals. No obstant això Bishop creu que ha arribat un punt en la seva carrera en el qual no vol seguir, vol retirar-se i viure dels fons que acumula en el seu compte del banc. Rebrà un encàrrec en el qual haurà d'assassinar al seu amic i mentor Harry McKenna (Donald Sutherland) que suposadament es «va vendre», assassinant-lo en l'aparcament i simulant que és per intentar robar-li el cotxe.
Més tard el fill de Harry, Steve McKenna (Ben Foster), intenta venjar-se buscant assassinar al primer lladre de cotxes que troba, Arthur li ho impedeix i a partir d'aquí comencen una relació d'amistat i cooperació, prenent Arthur com a deixeble a Steve. Tots dos acaben treballant junts. Però Bishop s'adona que ha estat objecte d'un engany per part del seu cap, Dean Sanderson (Tony Goldwyn), en matar a Harry pel que l'única solució és assassinar-lo, una tasca gens fàcil tenint en compte que Sanderson té molta seguretat al seu voltant. Al costat de Steve que l'ajuda per última vegada ho duen a terme, però Bishop desconeix que el seu company ha esbrinat tota la veritat sobre la mort del seu pare.

## Repartiment
- Jason Statham: Arthur Bishop
- Ben Foster: Steve McKenna
- Donald Sutherland: Harry McKenna
- Tony Goldwyn: Dean Sanderson
- Christa Campbell: Kelly
- Nick Jones: Viatger d'Aeroport

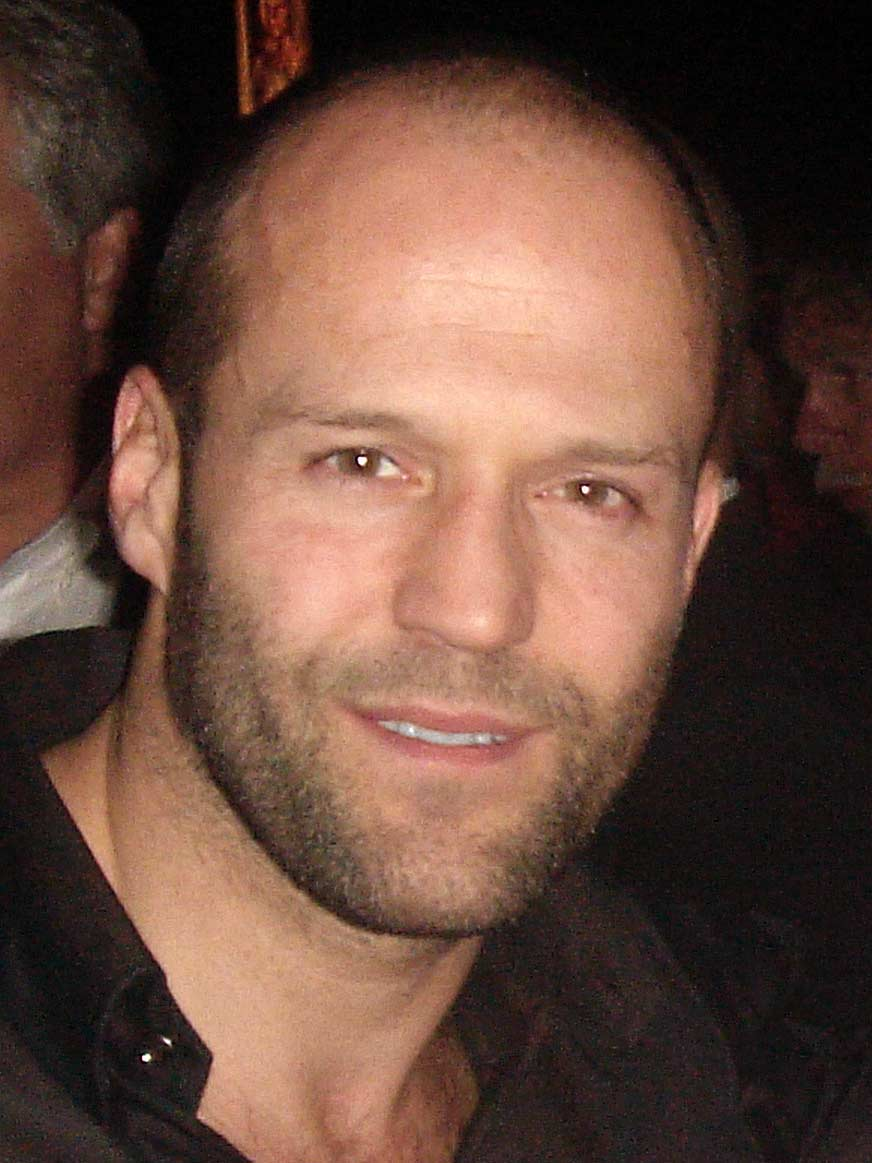
Jason Statham: Arthur Bisop.

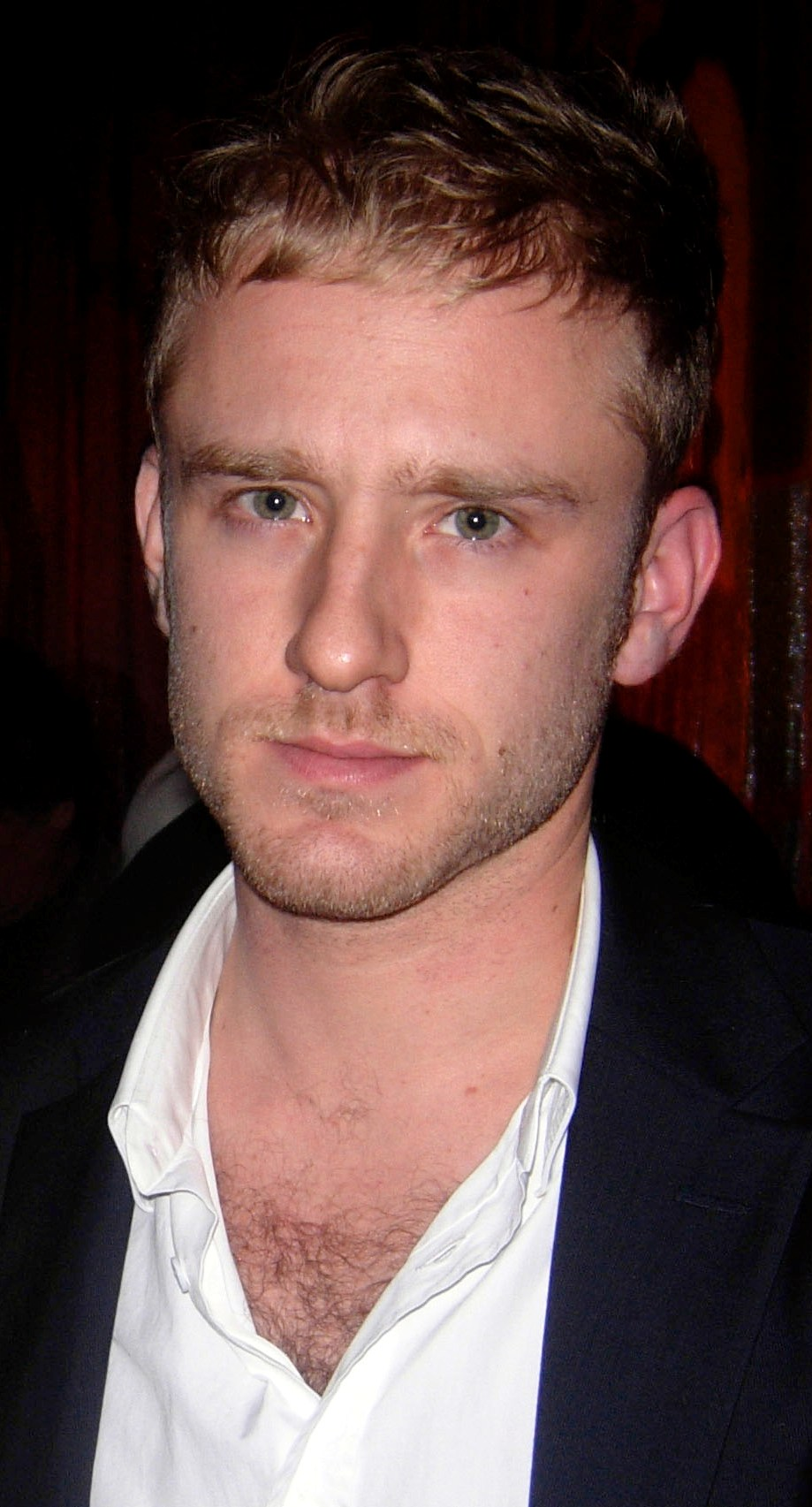
Ben Foster: Steve McKenna.

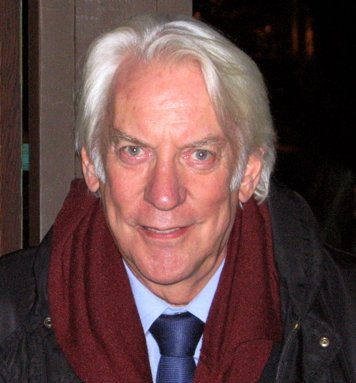
Donald Sutherland: Harry McKenna.

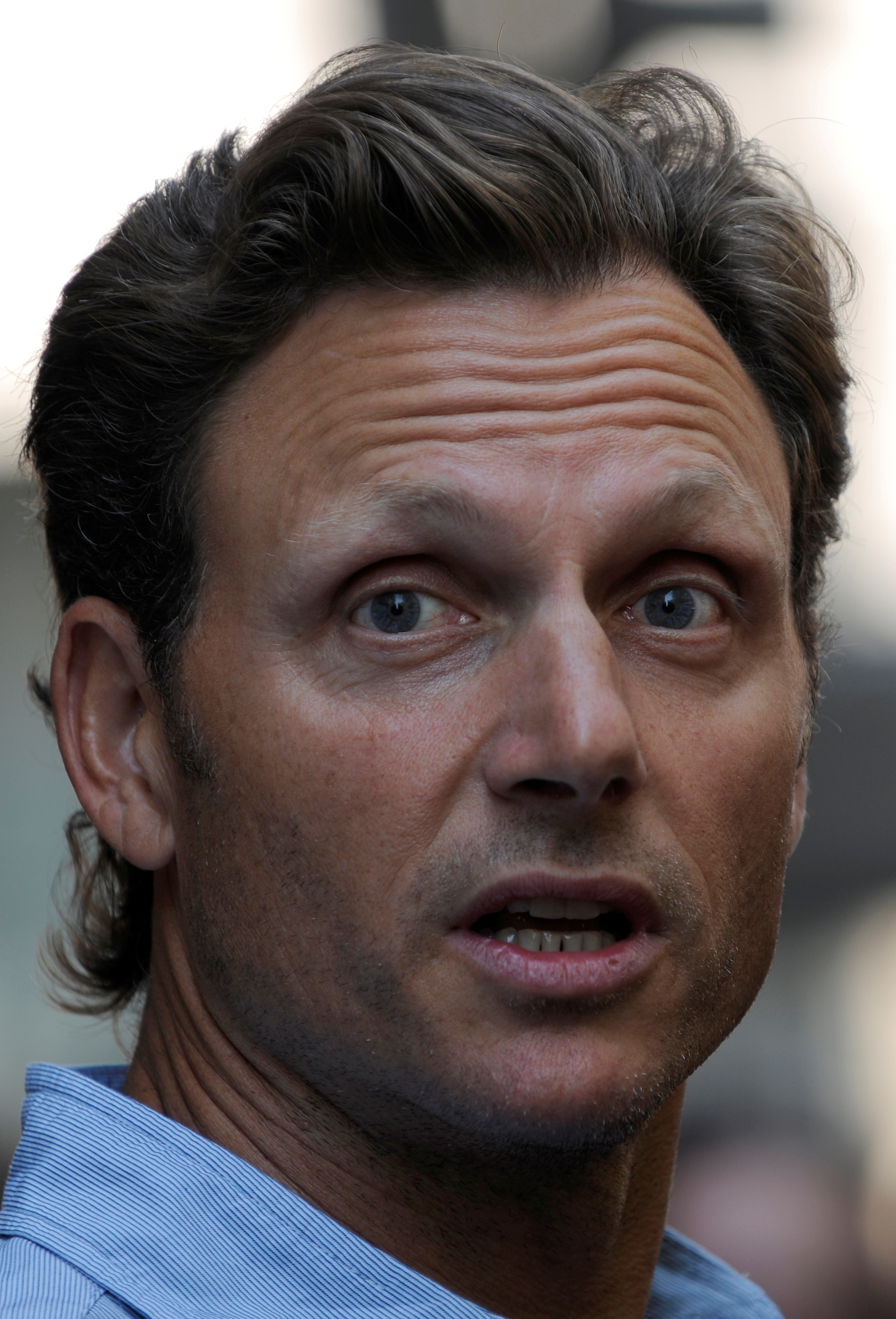
Tony Goldwyn: Dean Sanderson.

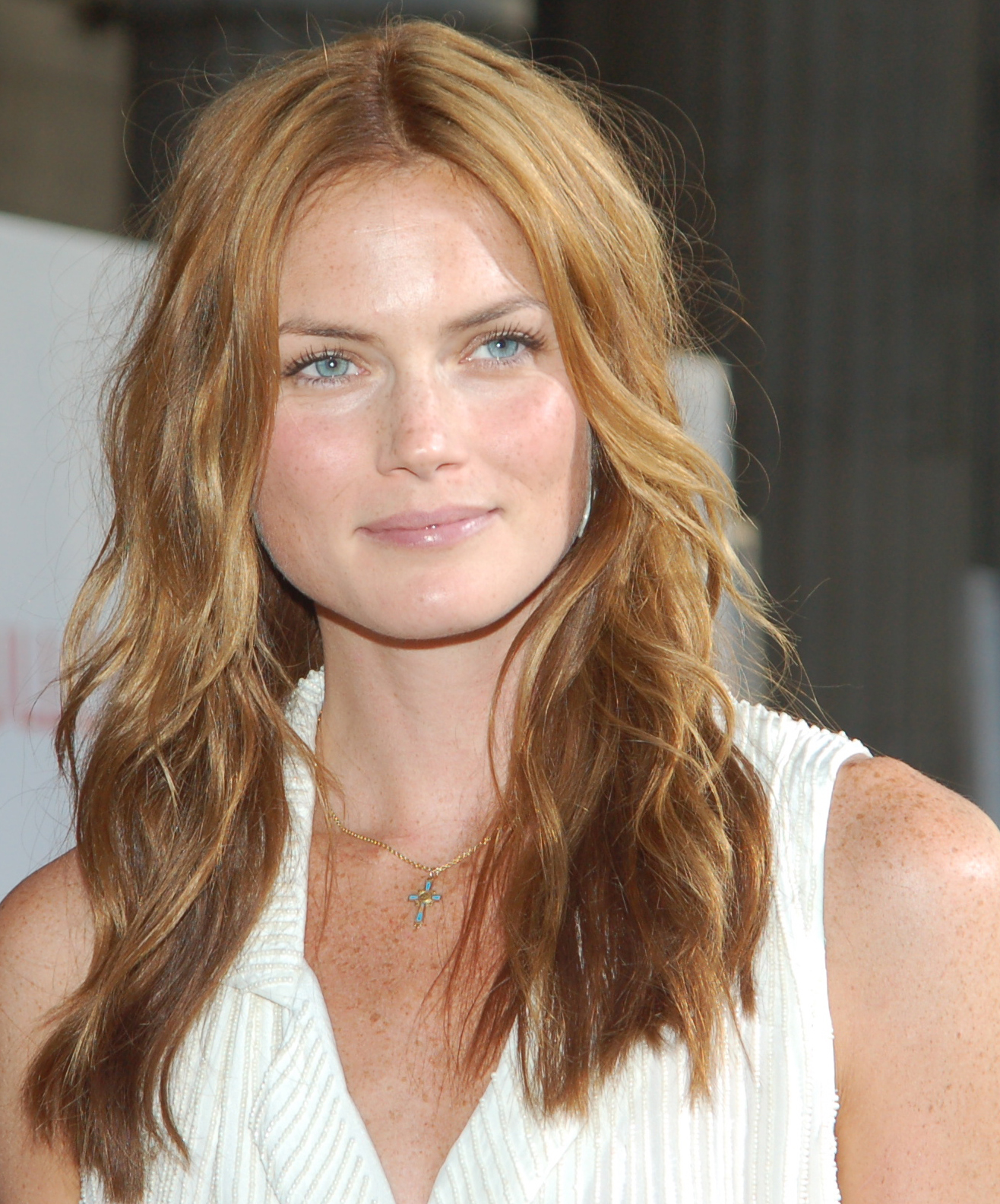
Mini Andén: Sarah.

- Amber Fleck Gaiennie: Treballador d'Oficina
- Jeff Chase: Burke
- Liam Ferguson: Familiar

## Rebuda
- "Un frenètic remake de l'original de Charles Bronson només per a fans de l'acció i del dur Statham"[3]

- Segons la pàgina d'Internet Rotten Tomatoes va obtenir un 52% de comentaris positius, arribant a la següent conclusió: «Jason Statham i Ben Foster realitzen bones interpretacions, però la cinta els traeix amb acció que ennuvola la ment i amb tots els clixés de les pel·lícules d'acció».[4]

- Peter Travers va escriure per a la revista Rolling Stone que «El resultat és prou bo com per aprovar una pel·lícula d'acció si la veus amb la mirada condescendent que ve després de moltes cerveses i poques hores de dormir».[5]

- Jackie K. Cooper va escriure que «ningú fa millor els thrillers d'acció que Jason Statham».[6]